# Ergün Teber
Ergün Teber (Adana, 1º settembre 1985) è un ex calciatore turco, di ruolo difensore.

## Caratteristiche tecniche
Terzino sinistro, può essere schierato come esterno sulla medesima fascia.

## Carriera

### Club
In carriera ha totalizzato complessivamente 257 presenze e 2 reti nella prima divisione turca.

### Nazionale
Ha partecipato ai Mondiali Under-20 del 2005.